# درجة حرارة السطوع

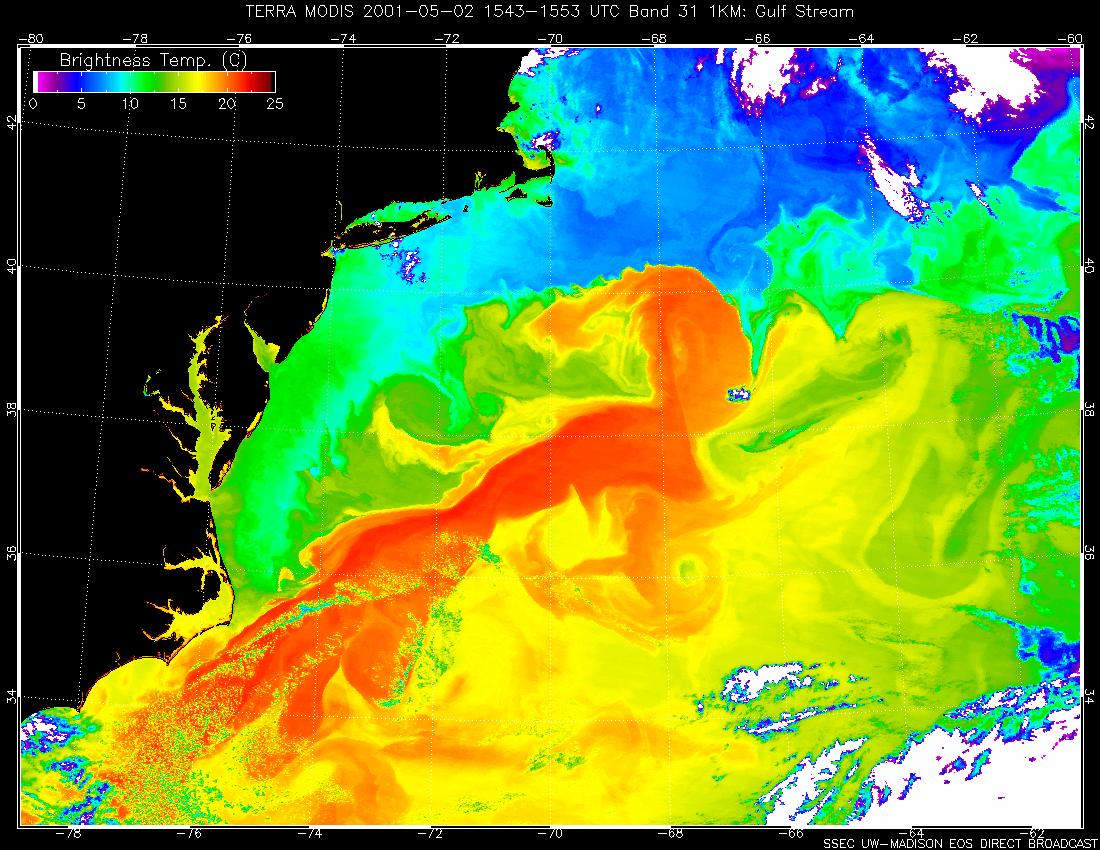

درجة حرارة السطوع[بحاجة لمصدر] هي درجة الحرارة التي يجب أن يكون عليها جسم أسود يكون في حالة توازن حراري مع محيطه حتى يتم مضاعفة شدة انتقال الحرارة للجسم عند تردد {\displaystyle \nu }.
يستخدم هذا المفهوم بكثافة في علم الفلك الراديوي وعلم الكواكب.
بالنسبة للجسم الأسود، فإن قانون بلانك يعطي:
{\displaystyle I_{\nu }={\frac {2h\nu ^{3}}{c^{2}}}{\frac {1}{e^{\frac {h\nu }{kT}}-1}}}
حيث:
{\displaystyle I_{\nu }} (الشدة (فيزياء) أو السطوع) هو كمية ال طاقة المنبعثة لكل وحدة سطح زمن لكل وحدة زاوية صلبة في مدى تردد يتراوح بين {\displaystyle \nu } و {\displaystyle \nu +d\nu }; {\displaystyle T}هي درجة حرارة الجسم القاتم; {\displaystyle h} هو ثابت بلانك; {\displaystyle \nu } هو تردد; {\displaystyle c} هو سرعة الضوء; و {\displaystyle k} هو ثابت بولتزمان.
بالنسبة للجسم الرمادي، فإن الإشعاعية هي جزء من وهج الجسم الأسود تحدد بمقدار الانبعاثية {\displaystyle \epsilon }.
وهذا يعني أن العلاقة تبادلية مع درجة حرارة السطوع:::{\displaystyle T_{b}^{-1}={\frac {k}{h\nu }}\,{\text{ln}}\left[1+{\frac {e^{\frac {h\nu }{kT}}-1}{\epsilon }}\right]}
عند التردد المنخفض ودرجات الحرارة المرتفعة، عند {\displaystyle h\nu \ll kT}, يمكننا استخدام قانون رايلي-جينس:
{\displaystyle I_{\nu }={\frac {2\nu ^{2}kT}{c^{2}}}}
يمكن التعبير عن درجة حرارة السطوع بشكل مبسط على النحو التالي:
{\displaystyle T_{b}=\epsilon T\,}
في حالة إشعاع الجسم الأسود فقط يكون نفسه عند جميع الترددات. يمكن استخدام درجة حرارة السطوع لقياس مؤشر الطيف للجسم، في حالة انعدام الإشعاع الحراري.